# Unia egoistów
Unia egoistów (niem. Verein von Egoisten) – koncepcja stworzona przez anarchoindywidualistę Maxa Stirnera. Po raz pierwszy wyjaśniona w książce Jedyny i jego własność.
Unia egoistów jest rozumiana jako dobrowolne i niemetodyczne stowarzyszenie, które Stirner zaproponował w opozycji do państwa. Każda unia jest rozumiana jako relacja między egoistami, która jest stale odnawiana przez wsparcie wszystkich stron poprzez akt woli. Unia zakłada, że wszystkie strony uczestniczą w świadomym egoizmie. Jeśli jedna ze stron w milczeniu cierpi, ale angażuje się i zachowuje pozory, unia ulega degeneracji. Unia ta nie jest postrzegana jako władza ponad własną wolą, ale jako dobrowolna relacja podporządkowana woli jego członków. Idea ta została interpretowana różnorako; politycznie, ekonomicznie, romantycznie i seksualnie.

## Unia egoistów w wyobrażeniu Stirnera

### Jedyny i jego własność

#### Społeczeństwo kontra Unia egoistów
W swojej głównej pracy, Jedyny i jego własność (niem. Der Einzige und sein Eigentum), Stirner tworzy rozróżnienie między społeczeństwem a Unią egoistów. W związku z tym „moralność jest niezgodna z egoizmem, ponieważ nie usprawiedliwia tego, co jest ważne dla mnie, tylko dla człowieka we mnie. Ale jeśli państwo jest społeczeństwem ludzi, a nie unią ludzkich ego, z których każdy ma tylko siebie przed oczami, to nie może trwać bez moralności i musi nalegać na moralność. Dlatego ta dwójka, państwo i ja, jesteśmy wrogami. Ja, egoista, nie dbam o dobro tego ludzkiego społeczeństwa, nic mu nie poświęcam, tylko je wykorzystuję; ale aby móc je całkowicie wykorzystać, przekształcam je raczej w moją własność i moje stworzenie, tzn. unicestwiam je i formuję w jego miejsce Unię Egoistów”.
Stirner tworzy inne opozycje w tym samym duchu: „Naród chrześcijański stworzył dwa społeczeństwa, których czas trwania będzie równy z trwałością tego narodu: są to społeczeństwa państwa i Kościoła. Czy można je nazwać unią egoistów? Czy dążymy w nich do egoistycznego, osobistego, własnego interesu, czy też do powszechnego (tzn. interesu ludu chrześcijańskiego), do rozsądku, do interesu państwa i interesu Kościoła? Mogę w nich być i ja sam? Czy mogę myśleć i działać tak, jak chcę, czy mogę się ujawnić, żyć sobą, być sobą zajęty? Czy nie powinienem pozostawić nietkniętego majestatu państwa, świętości Kościoła? Cóż, może nie będę mógł postąpić zgodnie z moją wolą. Ale czy w każdym społeczeństwie znajdę taką niemierzoną wolność postępowania? Na pewno nie! Zatem czy możemy być zadowoleni? Ani trochę! To inna rzecz, czy odbiję się od ego, czy od ludzi, uogólnienie… Państwo jest bowiem podobne do społeczeństwa, a nie do unii; jest poszerzoną rodziną (Ojciec Kraju - Matka Kraju - dzieci kraju)”.
Stirner twierdzi, że w odniesieniu do ekonomii idea unii egoistów ma następujące zastosowanie: „Jeśli ludzie dojdą do punktu, w którym stracą szacunek dla własności, każdy będzie miał własność, ponieważ wszyscy niewolnicy staną się wolnymi ludźmi, gdy tylko przestaną szanować pana jako pana. Unie będą wtedy, także w tej sprawie, mnożyć środki jednostki i zabezpieczać jej zrabowaną własność”.

#### Elementy Unii egoistów
Stirner stwierdza, że wzajemność i to, co nazywa „stosunkiem”, są ważnymi elementami unii egoistów: „Podobnie jak sala, więzienie tworzy społeczeństwo, towarzystwo, wspólnotę (np. wspólnotę pracy), ale nie ma stosunku, nie ma wzajemności, nie ma unii. Z drugiej strony, każda unia w więzieniu nosi w sobie niebezpieczne ziarno „zmowy”, które w sprzyjających okolicznościach może wyrosnąć i przynieść owoce”.
Unie egoistów to również zrzeszenia polegające na aktywnej woli uczestnika: „Ale wojna może być raczej wypowiedziana przeciwko samemu zarządowi, państwu, nie konkretnemu państwu, nie takiemu jak zwykły stan państwa w danym czasie; to nie do innego państwa (np. „państwa ludowego”), ludzie dążą, ale do unii, zjednoczenia, tego wiecznie płynnego związku wszystkiego, co jest. Państwo istnieje nawet bez mojej współpracy: urodziłem się w nim, wychowałem się w nim, w obowiązkach wobec niego, i muszę ‘oddać mu hołd’. Zsyła na mnie do swoją ‘łaskę’ i żyję dzięki tej łasce. [...] Teraz Narodowi starają się stworzyć abstrakcyjną, pozbawioną życia unię pszczół, ale sami będą walczyć o jedność z własnej woli, o unię. […] W tej kombinacji nie widzę nic poza zwielokrotnieniem mojej siły i zachowuję ją tylko tak długo, jak jest to moja zwielokrotniona siła. Tak więc jest to unia. Ani naturalny bandaż, ani duchowy nie trzyma unii razem, i nie jest to liga naturalna, ani duchowa”.

#### Czym jest, a czym nie jest Unia egoistów

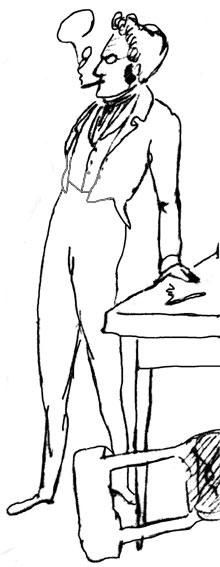
Portret Maxa Stirnera autorstwa Friedricha Engelsa.

Relacje egoistyczne muszą być na tyle elastyczne, aby można je było zakończyć z woli uczestnika. Unia egoistów przestaje być unią pod pewnymi warunkami, tj. „partia przestaje być unią w tym samym momencie, w którym czyni pewne zasady wiążącymi i chce mieć pewność, że są one zabezpieczone przed atakami; ale ten moment jest sam w sobie aktem narodzin partii. Jako partia jest już urodzonym społeczeństwem, martwą unią, ideą, która się utrwaliła. Jako partia absolutystyczna nie może chcieć, aby jej członkowie wątpili w nieodwracalną prawdę tej zasady; mogliby oni pielęgnować tę wątpliwość tylko wtedy, gdyby byli na tyle egoistyczni, aby chcieć być jeszcze czymś poza swoją partią, tj. niestronniczy. Niestronniczy nie mogą być partyjniakami, lecz tylko egoistami. [...] Rozwiązanie społeczeństwa to stosunek lub unia. Społeczeństwo z pewnością również powstaje przez unię, ale tylko wtedy, gdy ustalona idea powstaje przez myśl – do rozsądku, przez zniknięcie energii myśli (samo myślenie, to niespokojne cofanie wszystkich myśli, które stają się spontaniczne) z tej myśli. Jeśli jakieś zrzeszenie skrystalizuje się w społeczeństwie, to przestaje być koalicją; koalicja jest bowiem ciągłym samostanowieniem o unii; staje się zjednoczeniem, zatrzymuje się, zdegenerowana w stałość; jest - martwa jako unia, jest trupem unii lub koalicji, czyli jest - społeczeństwem, wspólnotą. […] Przynosisz do unii całą swoją moc, swoje kompetencje i sprawiasz, że się liczysz; w społeczeństwie jesteś zatrudniony, ze swoją siłą roboczą; w pierwszym żyjesz egoistycznie, w drugim po ludzku, tzn. religijnie, jako „członek ciała tego Pana”; społeczeństwu, któremu jesteś winien to, co posiadasz, i z którym jesteś związany obowiązkiem, są – mające cię w posiadaniu ‘obowiązki społeczne’; unia, z której korzystasz, i rezygnujesz z niej bezwzględnie i bezwiednie, gdy nie widzisz możliwości dalszego jej wykorzystania”.
Stirner przyznaje, że „całkowita wolność” nie jest możliwa, ale zauważa, że unia egoistów jest najbardziej wolną formą zrzeszania się, jaką można mieć: „Ograniczenie wolności jest wszędzie nieuniknione, bo nie można się wszystkiego pozbyć; nie można latać jak ptak tylko dlatego, że chce się tak latać, bo nie można się uwolnić od własnego ciężaru… Unia z pewnością zaoferuje większą dozę wolności, jak również (a zwłaszcza dlatego, że przez nią unika się wszelkiego przymusu charakterystycznego dla życia państwowego i społecznego) przyzna się do bycia uważaną za ‘nową wolność’, ale mimo to będzie zawierać w sobie wystarczająco dużo niewoli i mimowoli. Bo jej przedmiotem nie jest ta - wolność (którą przeciwnie, poświęca na rzecz własności), lecz tylko własność”.

### Krytyka Stirnera
W „Krytyce Stinera” Stirner zamierzał odpowiedzieć na krytyczne uwagi wysuwane pod adresem Jedyny i jego własność. Tamże Stirner ma tendencję do odwoływania się do siebie w trzeciej osobie. Tak definiuje on Unię egoistów: „Egoizm, jak rozumie go Stirner, nie jest przeciwny miłości ani myśli; nie jest wrogiem słodkiego życia miłości, ani oddania i poświęcenia; nie jest wrogiem wewnętrznego ciepła, ale nie jest też wrogiem krytyki, ani socjalizmu, ani, mówiąc krótko, żadnego rzeczywistego zainteresowania. Nie wyklucza żadnego interesu. Jest skierowany tylko przeciwko bezinteresowności i nieinteresowności; nie przeciwko miłości, lecz przeciwko świętej miłości, nie przeciwko myśli, lecz przeciwko świętej myśli, nie przeciwko socjalistom, lecz przeciwko świętym socjalistom itp. Ekskluzywność egoizmu, którą niektórzy chcą określać jako izolację, separację, samotność, jest przeciwnie, pełnym udziałem w interesach przez - wykluczenie tego, co nieinteresowne.

#### Unia egoistów kontra hierarchia
W tej pracy Stirner koryguje to, co uważa za błędną interpretację swojej idei Unii egoistów w wykonaniu niemieckiego pisarza socjalistycznego Mosesa Hessa. Oskarża Hessa o chęć scharakteryzowania unii egoistów jako „całkowicie powszechnej opozycji liberalnej burżuazji, która obarcza winą państwo, gdy ludzie popadają w biedę i głodują”. Zamiast tego koryguje go, mówiąc, że „jest to unia, w której większość zainteresowanych jest zafiksowana wokół swoich najbardziej naturalnych i oczywistych interesów, związek egoistów? Czy ‘egoiści’ zrzeszają się tam, gdzie jeden jest niewolnikiem lub poddanym drugiego? Istnieją, to prawda, egoiści w takim społeczeństwie i w tym sensie może ono być w niektórych aspektach nazywane ‘unią egoistyczną’, ale niewolnicy tak naprawdę nie szukali tego społeczeństwa w egoizmie, a zamiast tego w swoich egoistycznych sercach, przeciwko tym pięknym ‘uniom’ jak Hess je nazywa”.

#### Unia egoistów w praktyce według Stirnera
Stirner podaje też konkretne przykłady tego, co uważałby za związki egoistów: „Byłoby to rzeczywiście coś innego, gdyby Hess chciał zobaczyć unie egoistyczne nie na papierze, ale w życiu. Faust znajduje się w środku takiego związku, kiedy płacze: Tu jestem człowiekiem, tu mogę być człowiekiem – mówi Goethe czarno na białym. Jeśli Hess będzie uważnie obserwował prawdziwe życie, do którego tak bardzo się odnosi, zobaczy setki takich egoistycznych unii, niektóre szybko przemijające, inne trwałe. Być może właśnie w tym momencie niektóre dzieci zebrały się tuż za jego oknem w przyjacielskiej grze. Jeśli na nie spojrzy, zobaczy radosną unię egoistów. Być może Hess ma przyjaciela lub ukochanego; wtedy wie, jak jedno serce odnajduje drugie, ponieważ ich dwa serca łączą się egoistycznie, aby się wzajemnie zachwycać (cieszyć), i jak nikt nie ‘wychodzi na skróty’. Być może spotyka kilku dobrych przyjaciół na ulicy i proszą go, aby towarzyszył im w karczmie przy winie; czy idzie z nimi na przysługę, czy też ‘łączy się’ z nimi, ponieważ zapowiada się obiecująco? Czy powinni mu serdecznie podziękować za ‘poświęcenie’, czy też wiedzą, że wszyscy razem tworzą ‘egoistyczną unię’ na chwilę?”.

## Interpretacje i wpływ

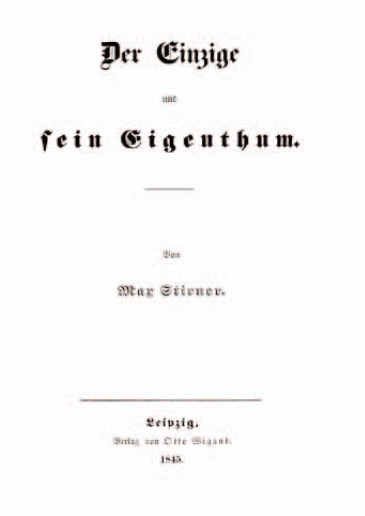
Strona tytułowa pierwszego wydania Jedyny i jego własność (1844 r.)

Badacz Andrew Carlson twierdzi, że ludzie byliby zrzeszeni razem przez wzajemną korzyść poprzez wspólne ‘użytkowanie’ siebie nawzajem w tej Unii egoistów. Przystępując do Unii, jednostka zwiększa swoją indywidualną siłę - każdy człowiek poprzez swoją własną siłę mógłby kontrolować to, co tylko może. Nie oznacza to jednak, że istniałby region powszechnej pazerności i wiecznej rzezi, nie oznacza to też sprawowania władzy nad innymi, ponieważ każdy człowiek broniłby własnej wyjątkowości. Carlson twierdzi, że gdy tylko człowiek osiągnie samorealizację prawdziwego egoizmu, nie będzie chciał rządzić innymi ani posiadać więcej dóbr niż potrzebuje, ponieważ zniszczyłoby to jego niezależność. Carlson postrzega Unię Egoistów jako zasadniczo grupę nieformalną, w którą uczestnicy dobrowolnie angażują się dla osobistego zysku. Ponieważ nikt nie jest zobowiązany wobec grupy, mogą oni odejść, jeśli przestanie ona służyć ich interesom, czyniąc korzyść obopólną dla wszystkich członków. Podczas gdy w komunizmie jednostki są zobowiązane do siebie nawzajem w społeczeństwie, w egoizmie są zobowiązane tylko do siebie. Stirner postrzegał to jako przeciwieństwo państwa, rządu lub społeczeństwa, które mogłyby wykorzystać jednostkę dla własnego zysku, nie przynosząc jej korzyści ani nie będąc naprawdę w jej interesie.
Nie byłoby ani panów, ani sług; byliby egoiści. Każdy wycofałby się w swoją własną wyjątkowość, co zapobiegłoby konfliktowi, ponieważ nikt nie będzie próbował udowodnić, że jest ‘w słuszności’ wobec osoby trzeciej, ponieważ każda jednostka byłaby ‘ponad’ Unią. Egoistyczni anarchiści twierdzą, że egoizm będzie sprzyjał prawdziwemu i spontanicznemu zjednoczeniu jednostek. Stirner stwierdził, że tylko ta forma organizacji nie będzie naruszać władzy jednostki, nie wywierając ani moralnego wpływu, ani prawnego ograniczenia.
Stirner nie rozwija szczegółowo formy organizacji społecznej, jaką mogłaby przyjąć Unia Egoistów, a niektórzy, jak Carlson, twierdzą, że sama organizacja jest klęską dla Unii Stirnera. W ramach Unii jednostka będzie mogła się rozwijać, a Unia istnieje dla jednostki. Unii egoistów nie należy mylić ze społeczeństwem, któremu sprzeciwia się Stirner, ponieważ społeczeństwo rości sobie prawo do osoby, która jest uważana za świętą, ale która konsumuje jednostkę. Unia składa się z osób, które konsumują Unię dla własnego dobra.
James L. Walker we wstępie do wydania „Jedyny i jego własność” Benjamina Tuckera z 1907 stwierdził: „U Stirnera mamy filozoficzne podstawy wolności politycznej. Jego zainteresowanie praktycznym rozwojem egoizmu do rozwiązania państwa i unii wolnych ludzi jest jasne i wyraźne, i doskonale harmonizuje z filozofią ekonomiczną Josiah Warrena. Biorąc pod uwagę różnice w temperamencie i języku, między Stirnerem a Proudhonem istnieje znacząca zgodność. Oboje są za wolnością, a w każdym wzroście liczby wolnych ludzi i ich inteligencji widzą pomocniczą siłę przeciwko ciemięzcy”.
Redakcja Anarchistycznego FAQ donosi, że „wielu przedstawicieli ruchu anarchistycznego w szkockim Glasgow potraktowało dosłownie Stirnerowski „Związek Egoistów” i uczyniło zeń podstawę do organizowania ruchu anarcho-syndykalistycznego”. Podobnie jak u znanego historyka anarchistycznego Maxa Nettlaua, który stwierdza, że „na temat Stirnera, twierdzę, że nie można go interpretować inaczej niż w sensie socjalistycznym”. Mówi się również, że „Stirner wierzy, że gdy coraz więcej ludzi będzie się stawało egoistami, konflikty w społeczeństwie będą się zmniejszały, gdyż każda osoba będzie uznawała wyjątkowość innych osób, stwarzając w ten sposób odpowiednie środowisko, w którym będą one mogły współpracować (czyli znajdować „ostoje” w „wojnie wszystkich ze wszystkimi”). Te „ostoje” Stirner nazwał „Związkami Egoistów””. Unie, których pragnie Stirner, opierają się na swobodnym porozumieniu, będąc spontanicznymi i dobrowolnymi stowarzyszeniami, tworzonymi we wspólnym interesie tych, którzy „troszczyliby się najlepiej o swój dobrobyt, gdyby się zjednoczyli z innymi”. W odróżnieniu od państwa, związki istnieją po to, by zapewnić to, co Stirner nazywa „stosunkiem”, czyli „unią” pomiędzy jednostkami. Aby lepiej zrozumieć naturę tych zrzeszeń, które zastąpią państwo, Stirner wymienia jako przykłady relacje między przyjaciółmi, parami i dziećmi działającymi wspólnie. Ilustrują one rodzaje relacji, które maksymalizują samozadowolenie, przyjemność, wolność i indywidualność jednostki, a także zapewniają, że osoby zaangażowane nie poświęcają niczego, należąc do unii. Takie zrzeszenia opierają się na wzajemności oraz swobodnej i spontanicznej współpracy między równymi sobie osobami. Jak twierdzi Stirner, „związek to wzajemność, to działanie, to spełnienie się jednostek”. Celem jest „przyjemność” i „samozadowolenie”.
Idea Unii egoistów była interpretowana w kontekście seksualnym przez francuskich i hiszpańskich indywidualistów początku XX wieku. Kataloński historyk Xavier Diez donosi: „W tym sensie stanowiska teoretyczne i istotne doświadczenia francuskiego [sic] indywidualizmu są głęboko obrazoburcze i skandaliczne, nawet w kręgach wolnościowych. Zew naturyzmu nudystów, silna obrona metod kontroli urodzeń, idea ‘unii egoistów’ z jedynym uzasadnieniem praktyk seksualnych, które będą starały się wprowadzić w życie, nie bez trudności, ustanowią sposób myślenia i działania, u jednych zaowocują współczuciem, a u innych silnym odrzuceniem”. Głównym tego teoretykiem był francuski anarchista indywidualista Émile Armand w tym, co nazwał „miłosnym koleżeństwem”.
Tłumacząc swoją koncepcję natychmiastowości, myśliciel post-lewicowy Hakim Bey porównuje ideę Unii egoistów do idei innych myślicieli: „Przenikanie codzienności przez cudowne - tworzenie ‘sytuacji’ - należy do „materialnej zasady cielesnej”, do wyobraźni, do żywej tkanki teraźniejszości… Jednostka, która realizuje tę bezpośredniość, może poszerzyć krąg przyjemności do pewnego stopnia po prostu budząc się z hipnozy „Upiorów” (Spooks) (jak Stirner nazwał wszystkie abstrakcje): jeszcze więcej może osiągnąć przez „zbrodnię”, a jeszcze więcej przez podwojenie Ja w seksualności. Z „Unii Samoposiadaczy” Stirnera przechodzimy do kręgu „Wolnych Duchów” Nietzschego, a następnie do „ciągu pasji” Charles’a Fouriera, podwajając i podwajając się nawet w miarę mnożenia się Innego w miłości grupy”.
Mówiąc o swojej koncepcji strefy autonomicznej w książce Tymczasowa strefa autonomiczna, Hakim Bey porównuje ją do koncepcji pomocy wzajemnej Piotra Kropotkina. Mówi on, że „twarzą w twarz, grupa ludzi współdziała w celu realizacji wzajemnych pragnień, czy to dla dobrego jedzenia i toastów, tańca, rozmowy, sztuki życia; być może nawet dla erotycznej przyjemności, lub tworzenia wspólnego dzieła sztuki, lub dostarczania rozkoszy - w skrócie, „unia egoistów” (jak powiedział Stirner) w swojej najprostszej formie - lub inaczej, w rozumieniu Kropotkina, to podstawowy biologiczny napęd do pełnienia „pomocy wzajemnej”.